# Araxe (mitologia persa)
Araxe (em árabe: Araš; em avéstico: Ǝrəxša; em persa médio: Ēraš), também chamado de Araxe, o Arqueiro (em persa: آرش کمانگیر; romaniz.: Āraš-e Kamāngīr) é um arqueiro da mitologia persa.

## Vida
Segundo a tradição islâmica, nasceu durante o reinado de Zave e era filho de Tamaspe. O Avestá (Iaste 8.6), que o identificou com "o da flecha rápida", citou que disparou uma flecha do monte Airyō.xšaoθa ao monte Xᵛanvant, cujas identidades não são conhecidas. V. Minorski sugeriu que a última montanha foi Hamavã, que aparece no Xanamé e no Vis o Ramim, um pico no nordeste do Coração. A obra em persa médio Māh ī Frawardīn Rōz ī Xurdād afirmou que o episódio ocorreu no dia 6 de Fravardim e que Araxe e Manuchir recuperaram Eranxar de Afrassíabe. Já Albiruni e Gardizi colocaram o episódio no dia 13 de Tir, durante o festival de Tiragã, talvez pelo fato de Tir (que alude ao deus Tistar) ser homônimo a tīr, "flecha". Segundo as fontes, o disparo ocorreu quando Manuchir e Afrassíabe concordaram que, onde quer que a flecha acertasse, marcaria a fronteira entre o Irã e o Turanistão, os domínios do último. Araxe disparou nu e alegadamente foi despedaçado pela força da flecha; em outra tradição, sobreviveu e virou chefe dos arqueiros.